# Johan Albrecht van Mecklenburg-Schwerin

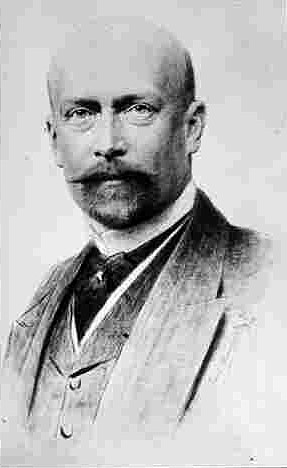
Johan Albrecht van Mecklenburg

Johan Albrecht Ernst Constantijn Frederik Hendrik hertog van Mecklenburg (Schwerin, 8 december 1857 — Kasteel Wiligrad bij Schwerin, 16 februari 1920) was een Duits koloniaal politicus, regent van Mecklenburg-Schwerin en regent van Brunswijk.

## Familie en huwelijk
Hij was het vijfde kind van groothertog Frederik Frans II van Mecklenburg-Schwerin en diens eerste echtgenote Auguste van Reuß-Schleitz-Köstritz. Daarmee was hij een broer van groothertog Frederik Frans III en een halfbroer van prins Hendrik der Nederlanden.
Hij trad op 6 november 1886 in het huwelijk met Elisabeth (1854-1908), dochter van groothertog Karel Alexander van Saksen-Weimar-Eisenach en Sophie van Oranje-Nassau. Op 15 december 1909 hertrouwde hij met Elisabeth van Stolberg-Roßla (1885-1969), die na zijn dood zou hertrouwen met zijn jongere broer Adolf Frederik.

## Als regent
Hij studeerde in Dresden en Bonn en nam daarna dienst bij de huzaren in het leger van Pruisen. Op 11 april 1894 werd hij namens zijn broer Frederik Frans III regent van het groothertogdom Mecklenburg-Schwerin. Deze functie vervulde hij tot 9 april 1901, sinds 1897 namens zijn broers minderjarige opvolger Frederik Frans IV. Hij werd op 28 mei 1907 als opvolger van de in 1906 gestorven Albert van Pruisen tot regent van het hertogdom Brunswijk verkozen, een staat waarvan de hertog om politieke redenen de troon niet mocht bestijgen. Dit ambt bekleedde hij tot november 1913, toen hertog Ernst August na moeizame onderhandelingen uiteindelijk zijn functie kon aanvaarden.

## Koloniale activiteiten
Hij werd, toen hij op het punt stond een reis naar Ceylon en Duits-Oost-Afrika te beginnen, op 15 januari 1895 door de bestuursvergadering unaniem tot president van de Deutsche Kolonialgesellschaft verkozen. Van voornoemde reis teruggekeerd leidde hij op 5 juni en 6 juni 1895 de eerste bijeenkomst te Kassel. Tot zijn dood zou hij alle bijeenkomsten van de maatschappij persoonlijk voorzitten. Hij gold door zijn studies en reiservaring als een geschikt man voor dit ambt, dat hij met groot engagement bekleedde. Zijn aandacht had in de eerste plaats het bevorderen van de economie in de Duitse koloniën, maar ook op andere gebieden werd zijn bestuur capabel geacht. Hij was ook lid van de Koloniale Raad (tot de opheffing daarvan in 1908) en van het Institut Colonial International, waarvan hij meermaals vergaderingen voorzat. In 1914 werd hij à la suite bij het koloniale leger van Duits-Oost-Afrika ingedeeld. Hij stierf kinderloos op 16 februari 1920.
- Bibliothèque nationale de France: cb16586362b (data)
- Gemeinsame Normdatei: 101921128
- International Standard Name Identifier: 0000 0000 5199 7825
- Library of Congress Control Number: nr2007002505
- Nationale Bibliotheek van Polen: a0000003444514
- Nederlandse Thesaurus van Auteursnamen: 136455670
- Système universitaire de documentation: 137558406
- Virtual International Authority File: 76694093
- WorldCat: E39PBJrwRhHj7VQw6wTHrvttKd